# Oleh Šelajev
Oleh Mykolajovyč Šelajev (in ucraino Олег Миколайович Шелаєв?; Luhans'k, 5 novembre 1976) è un ex calciatore ucraino, di ruolo centrocampista.

## Carriera

### Club
Ha giocato nella prima divisione ucraina.

### Nazionale
Ha giocato 36 partite nella nazionale ucraina.

## Palmarès

### Club

#### Competizioni nazionali
- Coppa d'Ucraina: 1

Šachtar: 1996-1997